# Điện mặt trời Trung Nam Ninh Thuận
Điện mặt trời Trung Nam Ninh Thuận, tên giao dịch tiếng Anh là Trungnam Solar Power, là nhà máy điện mặt trời xây dựng trên vùng đất các xã Bắc Phong và Lợi Hải huyện Thuận Bắc tỉnh Ninh Thuận .
Điện mặt trời Trung Nam là thành phần của dự án tích hợp năng lượng mặt trời và điện gió Ninh Thuận .
Nhà máy điện mặt trời có tổng công suất lắp máy 204 MW, khởi công tháng 7/2018, hoàn thành tháng 4/2019. Ngày 27/04/2019 đã tổ chức lễ "Khánh thành tổ hợp điện mặt trời và điện gió lớn nhất nước ở Ninh Thuận" .
Dự án được xây dựng trên diện tích 264 ha, có hơn 705.000 tấm pin mặt trời, sản lượng hàng năm khoảng 401 đến 450 triệu kWh đóng góp cho điện lưới quốc gia .

## Kỷ lục Việt Nam
Năm 2019, với tổng công suất lắp máy 204 MW Điện mặt trời Trung Nam Ninh Thuận là nhà máy điện mặt trời lớn nhất Việt Nam.